# Șpring
Șpring é uma comuna romena localizada no distrito de Alba, na região histórica da Transilvânia. A comuna possui uma área de 92.75 km² e sua população era de 2418 habitantes segundo o censo de 2007.